# Vol Korean Air 2708
Le 27 mai 2016, à 12 h 38 heure locale, le Boeing 777-300 assurant le vol Korean Air 2708, en provenance de Tokyo, au Japon, et à destination de Séoul, en Corée du Sud, interrompt son décollage de la piste 34R de l'aéroport international de Tokyo-Haneda à la suite d'une panne de son moteur gauche et un début d'incendie. L'accident cause douze blessés.

## Contexte

### Appareil impliqué

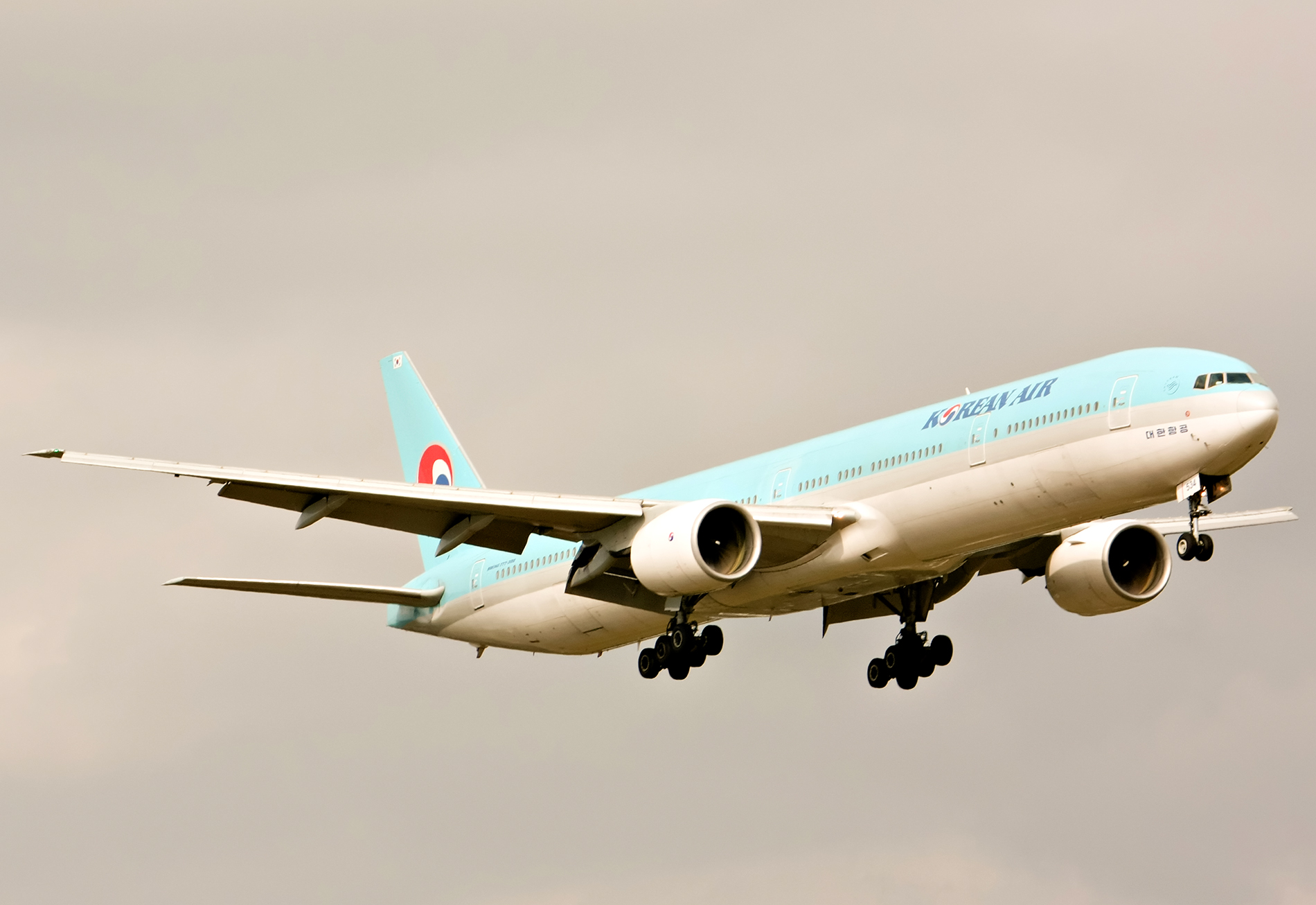
L'appareil impliqué dans l'accident en 2009, sept ans avant.

L'appareil impliqué dans l'accident est un Boeing 777-3B5 immatriculé HL7534 auprès de Korean Air construit en 1998. Il est équipé de deux turboréacteurs Pratt & Whitney PW4098. Il s'agit du 120e Boeing 777 construit. 
Doté du numéro de série 27950, il effectue son premier vol le 4 février 1998 et fut livré à Korean Air le 28 décembre 1999. Au moment de l'accident, l'avion de ligne totalise 64 028 heures de vol.

### Équipage
Au moment de l'accident, le commandant de bord, âgé de 49 ans, totalise 10 410 heures de vol, dont 3 205 sur des Boeing 777. Le copilote, âgé de 41 ans, comptabilise 5 788 heures de vol, dont 2 531 les Boeing 777.

## Déroulement de l'accident
Alors que l’appareil effectue son décollage depuis la piste 34R de l’aéroport international de Tokyo-Haneda, l’équipage entend une forte détonation provenant du côté gauche. Les pilotes interrompent immédiatement la procédure de décollage et immobilisent l’avion sur la piste, déclenchant l’évacuation d’urgence. L’ensemble des personnes à bord peut évacuer l’appareil, mais douze personnes sont légèrement blessées et prises en charge dans un hôpital proche de l’aéroport.
En conséquence, les vols entrants sont déroutés vers l’aéroport international de Narita ainsi que vers Osaka. Les services de lutte contre l’incendie de l’aéroport interviennent rapidement et réussissent à éteindre le feu.
Selon les rapports, l’avion a parcouru environ 2 300 pieds (701 m) sur la piste avant de s’immobiliser. Des débris du moteur sont retrouvés jusqu’à 600 mètres du point de début d’accélération, et des traces de pneus sont relevées sur une distance de 700 mètres à partir de ce même point.

## Conséquences
À la suite de l’incident, les quatre pistes de l’aéroport international de Tokyo-Haneda sont temporairement fermées, perturbant le trafic aérien et affectant plus de 36 000 passagers. Parmi les personnes impactées figure Toshinao Nakagawa, représentant élu de la préfecture de Hiroshima, qui devait assister au discours du président américain Barack Obama au musée du Mémorial de la paix d'Hiroshima. En raison de l’annulation de son vol consécutive à l’incident, il ne peut effectuer le déplacement,.

## Enquête

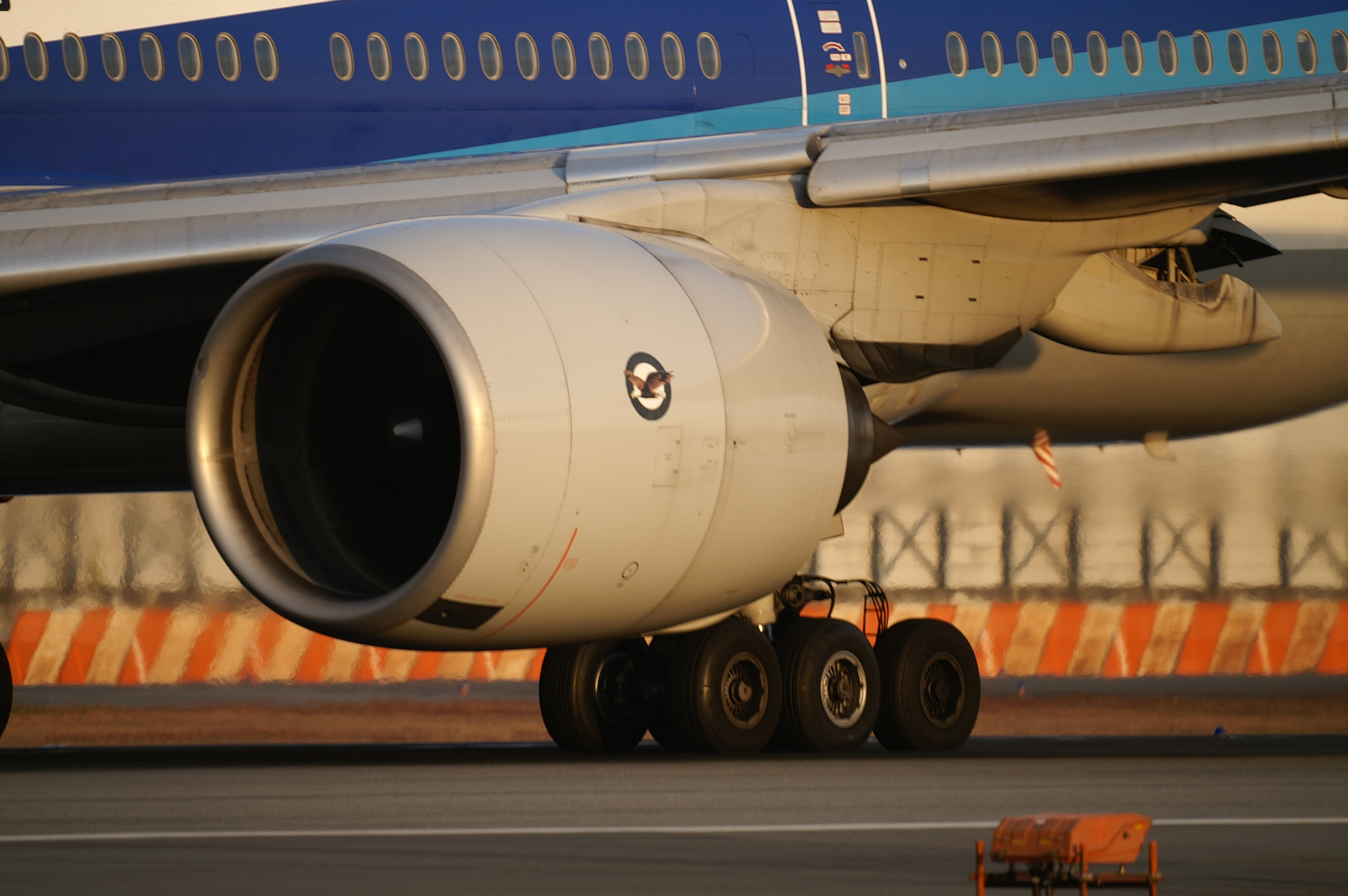
Un turboréacteur Pratt & Whitney PW4074 sur un Boeing 777 en 2006.

Le Japan Transport Safety Board, l'Aviation and Railway Accident Investigation Board, ainsi que le Conseil national de la sécurité des transports des États-Unis enquêtent conjointement sur l’accident, avec l’assistance d’experts venus de Corée du Sud et des États-Unis. Le 30 mai 2016, les enquêteurs révèlent que les pales de la turbine basse pression du moteur gauche (numéro un), un Pratt & Whitney PW4098, se sont brisées, projetant des fragments à travers le carénage du moteur, lesquels sont ensuite retrouvés sur la piste. En revanche, les pales de la turbine haute pression et le compresseur haute pression du moteur sont intacts et ne présentent aucune anomalie. Les enquêteurs ne trouvent par ailleurs aucune trace d’un impact aviaire,.
L’appareil est réparé et remis en service par Korean Air le 3 juin 2016.

### Rapport final
Le rapport final d'enquête du Japan Transport Safety Board, publié le 26 juillet 2018, recense de plusieurs problèmes ayant contribué à l’incident ainsi que des lacunes dans la réaction de l’équipage et des passagers. Parmi les défaillances identifiées figurent : 
- des standards de maintenance insuffisants ayant permis qu’une fissure, causée par la fatigue du métal, se développe dans le disque de la turbine basse pression du moteur jusqu’à entraîner sa rupture,
- l’incapacité de l’équipage à localiser la liste des procédures d’urgence adaptées à ce type de situation,
- le déclenchement de l’évacuation alors que les moteurs étaient encore en fonctionnement, exposant ainsi les passagers au risque d’être projetés par le souffle,
- le non-respect des consignes par certains passagers, qui ont emporté leurs bagages avec eux, au risque d'endommager les toboggans d’évacuation[12].

À la suite de cet incendie, la Federal Aviation Administration publie par la suite une consigne de navigabilité imposant l’inspection des moteurs du même type que celui impliqué dans l’incident du vol 2708, afin d’évaluer l’état des composants défectueux.